# Lista amerykańskich senatorów ze stanu Indiana
Lista amerykańskich senatorów ze stanu Indiana – senatorzy wybrani ze stanu Indiana.
Stan Indiana został włączony do Unii 11 grudnia 1816 roku. Posiada prawo do mandatów senatorskich 1. i 3. klasy. Do 8 kwietnia 1913 roku (ratyfikowania 17. poprawki do Konstytucji) senatorowie byli wybierani przez stanowy parlament. Od tego czasu wybierani są w wyborach powszechnych.

## 1. Klasa
| Lp.   | Imię i nazwisko         | Imię i nazwisko                                     | Od                   | Do                   | Partia                             | Kadencja                                                                     | Uwagi |
| ----- | ----------------------- | --------------------------------------------------- | -------------------- | -------------------- | ---------------------------------- | ---------------------------------------------------------------------------- | --- |
| 1     | James Noble             |                                                     | 11 grudnia 1816      | 26 lutego 1831       | Partia Demokratyczno-Republikańska | 1                                                                            | Wybrany w 1816                                                                                           |
| 1     | James Noble             | 2                                                   | 11 grudnia 1816      | 26 lutego 1831       | Partia Demokratyczno-Republikańska | Reelekcja w 1821                                                             | |
| 1     | James Noble             | National Republican Party (późniejsza Partia Wigów) | 11 grudnia 1816      | 26 lutego 1831       | 3                                  | Reelekcja w 1827 Zmarł w trakcie sprawowania urzędu w 1831                   | |
| Wakat | Wakat                   | Wakat                                               | 26 lutego 1831       | 19 sierpnia 1831     |                                    | 3                                                                            | |
| 2     | Robert Hanna            |                                                     | 19 sierpnia 1831     | 3 stycznia 1832      | National Republican Party          | 3                                                                            | Mianowany do kontynuowania kadencji w 1831 Zrezygnował po wyborze następcy                               |
| 3     | John Tipton             |                                                     | 3 stycznia 1832      | 4 marca 1839         | Partia Demokratyczna               | 3                                                                            | Wybrany do dokończenia kadencji w wyborach specjalnych w 1832                                            |
| 3     | John Tipton             | 4                                                   | 3 stycznia 1832      | 4 marca 1839         | Partia Demokratyczna               | Wybrany na pełną, 6-letnią kadencję w 1832 Nie starał się o reelekcję w 1838 | |
| 4     | Albert Smith White      |                                                     | 4 marca 1839         | 4 marca 1845         | Partia Wigów                       | 5                                                                            | Wybrany w 1838 Nie starał się o reelekcję w 1844                                                         |
| 5     | Jesse D. Bright         |                                                     | 4 marca 1845         | 5 lutego 1862        | Partia Demokratyczna               | 6                                                                            | Wybrany w 1844                                                                                           |
| 5     | Jesse D. Bright         | 7                                                   | 4 marca 1845         | 5 lutego 1862        | Partia Demokratyczna               | Reelekcja w 1850                                                             | |
| 5     | Jesse D. Bright         | 8                                                   | 4 marca 1845         | 5 lutego 1862        | Partia Demokratyczna               | Reelekcja w 1856 Usunięty z Senatu w 1862 (za poparcie Konfederacji)         | |
| Wakat | Wakat                   | Wakat                                               | 5 lutego 1862        | 24 lutego 1862       |                                    | 8                                                                            | |
| 6     | Joseph A. Wright        |                                                     | 24 lutego 1862       | 14 stycznia 1863     | Unionist Party                     | 8                                                                            | Mianowany do kontynuowania kadencji w 1862 Zrezygnował po wyborze następcy                               |
| 7     | David Turpie            |                                                     | 14 stycznia 1863     | 4 marca 1863         | Partia Demokratyczna               | 8                                                                            | Wybrany do dokończenia kadencji w wyborach specjalnych w 1863                                            |
| 8     | Thomas A. Hendricks     |                                                     | 4 marca 1863         | 4 marca 1869         | Partia Demokratyczna               | 9                                                                            | Wybrany w 1862 Nie starał się o reelekcję albo przegrał wybory w 1868                                    |
| 9     | Daniel D. Pratt         |                                                     | 4 marca 1869         | 4 marca 1875         | Partia Republikańska               | 10                                                                           | Wybrany w 1868 Nie starał się o reelekcję w 1874 albo 1875                                               |
| 10    | Joseph E. McDonald      |                                                     | 4 marca 1875         | 4 marca 1881         | Partia Demokratyczna               | 11                                                                           | Wybrany w 1874 albo 1875 Przegrał wybory w 1880 albo 1881                                                |
| 11    | Benjamin Harrison       |                                                     | 4 marca 1881         | 4 marca 1887         | Partia Republikańska               | 12                                                                           | Wybrany w 1880 albo 1881 Przegrał wybory w 1887                                                          |
| 12    | David Turpie            |                                                     | 4 marca 1887         | 4 marca 1899         | Partia Demokratyczna               | 13                                                                           | Wybrany w 1887                                                                                           |
| 12    | David Turpie            | 14                                                  | 4 marca 1887         | 4 marca 1899         | Partia Demokratyczna               | Reelekcja w 1893 Przegrał wybory w 1899                                      | |
| 13    | Albert J. Beveridge     |                                                     | 4 marca 1899         | 4 marca 1911         | Partia Republikańska               | 15                                                                           | Wybrany w 1899                                                                                           |
| 13    | Albert J. Beveridge     | 16                                                  | 4 marca 1899         | 4 marca 1911         | Partia Republikańska               | Reelekcja w 1905 Przegrał wybory w 1911                                      | |
| 14    | John W. Kern            |                                                     | 4 marca 1911         | 4 marca 1917         | Partia Demokratyczna               | 17                                                                           | Wybrany w 1911 Przegrał wybory w 1916                                                                    |
| 15    | Harry Stewart New       |                                                     | 4 marca 1917         | 4 marca 1923         | Partia Republikańska               | 18                                                                           | Wybrany w 1916 Przegrał prawybory w 1922                                                                 |
| 16    | Samuel M. Ralston       |                                                     | 4 marca 1923         | 14 października 1925 | Partia Demokratyczna               | 19                                                                           | Wybrany w 1922 Zmarł w trakcie sprawowania urzędu w 1925                                                 |
| Wakat | Wakat                   | Wakat                                               | 14 października 1925 | 20 października 1925 |                                    | 19                                                                           | |
| 17    | Arthur Raymond Robinson |                                                     | 20 października 1925 | 3 stycznia 1935      | Partia Republikańska               | 19                                                                           | Mianowany do kontynuowania kadencji w 1925 Wybrany do dokończenia kadencji w wyborach specjalnych w 1926 |
| 17    | Arthur Raymond Robinson | 20                                                  | 20 października 1925 | 3 stycznia 1935      | Partia Republikańska               | Wybrany na pełną, 6-letnią kadencję w 1928 Przegrał wybory w 1934            | |
| 18    | Sherman Minton          |                                                     | 3 stycznia 1935      | 3 stycznia 1941      | Partia Demokratyczna               | 21                                                                           | Wybrany w 1934 Przegrał wybory w 1940                                                                    |
| 19    | Raymond E. Willis       |                                                     | 3 stycznia 1941      | 3 stycznia 1947      | Partia Republikańska               | 22                                                                           | Wybrany w 1940 Nie starał się o reelekcję w 1946                                                         |
| 20    | William E. Jenner       |                                                     | 3 stycznia 1947      | 3 stycznia 1959      | Partia Republikańska               | 23                                                                           | Wybrany w 1946                                                                                           |
| 20    | William E. Jenner       | 24                                                  | 3 stycznia 1947      | 3 stycznia 1959      | Partia Republikańska               | Reelekcja w 1952 Nie starał się o reelekcję w 1958                           | |
| 21    | Vance Hartke            |                                                     | 3 stycznia 1959      | 3 stycznia 1977      | Partia Demokratyczna               | 25                                                                           | Wybrany w 1958                                                                                           |
| 21    | Vance Hartke            | 26                                                  | 3 stycznia 1959      | 3 stycznia 1977      | Partia Demokratyczna               | Reelekcja w 1964                                                             | |
| 21    | Vance Hartke            | 27                                                  | 3 stycznia 1959      | 3 stycznia 1977      | Partia Demokratyczna               | Reelekcja w 1970 Przegrał wybory w 1976                                      | |
| 22    | Richard Lugar           |                                                     | 3 stycznia 1977      | 3 stycznia 2013      | Partia Republikańska               | 28                                                                           | Wybrany w 1976                                                                                           |
| 22    | Richard Lugar           | 29                                                  | 3 stycznia 1977      | 3 stycznia 2013      | Partia Republikańska               | Reelekcja w 1982                                                             | |
| 22    | Richard Lugar           | 30                                                  | 3 stycznia 1977      | 3 stycznia 2013      | Partia Republikańska               | Reelekcja w 1988                                                             | |
| 22    | Richard Lugar           | 31                                                  | 3 stycznia 1977      | 3 stycznia 2013      | Partia Republikańska               | Reelekcja w 1994                                                             | |
| 22    | Richard Lugar           | 32                                                  | 3 stycznia 1977      | 3 stycznia 2013      | Partia Republikańska               | Reelekcja w 2000                                                             | |
| 22    | Richard Lugar           | 33                                                  | 3 stycznia 1977      | 3 stycznia 2013      | Partia Republikańska               | Reelekcja w 2006 Przegrał prawybory w 2012                                   | |
| 23    | Joe Donnelly            |                                                     | 3 stycznia 2013      | 3 stycznia 2019      | Partia Demokratyczna               | 34                                                                           | Wybrany w 2012 Przegrał wybory w 2018                                                                    |
| 24    | Mike Braun              |                                                     | 3 stycznia 2019      | nadal                | Partia Republikańska               | 35                                                                           | Wybrany w 2018                                                                                           |

## 3. Klasa
| Lp.   | Imię i nazwisko      | Imię i nazwisko | Od                                                                           | Do                | Partia                                              | Kadencja                                                                                   | Uwagi |
| ----- | -------------------- | --------------- | ---------------------------------------------------------------------------- | ----------------- | --------------------------------------------------- | ------------------------------------------------------------------------------------------ | --- |
| 1     | Waller Taylor        |                 | 11 grudnia 1816                                                              | 4 marca 1825      | Partia Demokratyczno-Republikańska                  | 1                                                                                          | Wybrany w 1816 |
| 1     | Waller Taylor        | 2               | 11 grudnia 1816                                                              | 4 marca 1825      | Partia Demokratyczno-Republikańska                  | Reelekcja w 1818 Nie starał się o reelekcję w 1824                                         | |
| 2     | William Hendricks    |                 | 4 marca 1825                                                                 | 4 marca 1837      | National Republican Party (późniejsza Partia Wigów) | 3                                                                                          | Wybrany w 1824 |
| 2     | William Hendricks    | 4               | 4 marca 1825                                                                 | 4 marca 1837      | National Republican Party (późniejsza Partia Wigów) | Reelekcja w 1830 Przegrał wybory w 1836                                                    | |
| 3     | Oliver H. Smith      |                 | 4 marca 1837                                                                 | 4 marca 1843      | Partia Wigów                                        | 5                                                                                          | Wybrany w 1836 Przegrał wybory w 1842                                                                                   |
| 4     | Edward A. Hannegan   |                 | 4 marca 1843                                                                 | 4 marca 1849      | Partia Demokratyczna                                | 6                                                                                          | Wybrany w 1842 Przegrał wybory w 1848                                                                                   |
| 5     | James Whitcomb       |                 | 4 marca 1849                                                                 | 4 grudnia 1852    | Partia Demokratyczna                                | 7                                                                                          | Wybrany w 1848 Zmarł w trakcie sprawowania urzędu w 1852                                                                |
| Wakat | Wakat                | Wakat           | 4 grudnia 1852                                                               | 6 grudnia 1852    |                                                     | 7                                                                                          | |
| 6     | Charles W. Cathcart  |                 | 6 grudnia 1852                                                               | 18 stycznia 1853  | Partia Demokratyczna                                | 7                                                                                          | Mianowany do kontynuowania kadencji w 1852 Zrezygnował po wyborze następcy                                              |
| 7     | John Pettit          |                 | 18 stycznia 1853                                                             | 4 marca 1855      | Partia Demokratyczna                                | 7                                                                                          | Wybrany do dokończenia kadencji w wyborach specjalnych w 1853 Przegrał wybory na pełną, 6-letnią kadencję               |
| Wakat | Wakat                | Wakat           | 4 marca 1855                                                                 | 4 lutego 1857     |                                                     | 8                                                                                          | Parlament nie zdołał wybrać senatora                                                                                    |
| 8     | Graham N. Fitch      |                 | 4 lutego 1857                                                                | 4 marca 1861      | Partia Demokratyczna                                | 8                                                                                          | Wybrany z opóźnieniem w 1857 Nie starał się o reelekcję w 1860                                                          |
| 9     | Henry Smith Lane     |                 | 4 marca 1861                                                                 | 4 marca 1867      | Partia Republikańska                                | 9                                                                                          | Wybrany w 1860 Nie starał się o reelekcję albo przegrał wybory w 1867                                                   |
| 10    | Oliver P. Morton     |                 | 4 marca 1867                                                                 | 1 listopada 1877  | Partia Republikańska                                | 10                                                                                         | Wybrany w 1867 |
| 10    | Oliver P. Morton     | 11              | 4 marca 1867                                                                 | 1 listopada 1877  | Partia Republikańska                                | Reelekcja w 1873 Zmarł w trakcie sprawowania urzędu w 1877                                 | |
| Wakat | Wakat                | Wakat           | 1 listopada 1877                                                             | 6 listopada 1877  |                                                     | 11                                                                                         | |
| 11    | Daniel W. Voorhees   |                 | 6 listopada 1877                                                             | 4 marca 1897      | Partia Demokratyczna                                | 11                                                                                         | Mianowany do kontynuowania kadencji w 1877 Wybrany do dokończenia kadencji w wyborach specjalnych w 1879                |
| 11    | Daniel W. Voorhees   | 12              | 6 listopada 1877                                                             | 4 marca 1897      | Partia Demokratyczna                                | Wybrany na pełną, 6-letnią kadencję w 1879                                                 | |
| 11    | Daniel W. Voorhees   | 13              | 6 listopada 1877                                                             | 4 marca 1897      | Partia Demokratyczna                                | Reelekcja w 1885                                                                           | |
| 11    | Daniel W. Voorhees   | 14              | 6 listopada 1877                                                             | 4 marca 1897      | Partia Demokratyczna                                | Reelekcja w 1891 Przegrał wybory w 1897                                                    | |
| 12    | Charles W. Fairbanks |                 | 4 marca 1897                                                                 | 4 marca 1905      | Partia Republikańska                                | 15                                                                                         | Wybrany w 1897 |
| 12    | Charles W. Fairbanks | 16              | 4 marca 1897                                                                 | 4 marca 1905      | Partia Republikańska                                | Reelekcja w 1903 Zrezygnował w trakcie trwania kadencji, by objąć urząd wiceprezydenta USA | |
| 13    | James A. Hemenway    | 16              |                                                                              | 4 marca 1905      | 4 marca 1909                                        | Partia Republikańska                                                                       | Wybrany do dokończenia kadencji w wyborach specjalnych w 1905 Przegrał wybory na pełną, 6-letnią kadencję w 1909        |
| 14    | Benjamin F. Shively  |                 | 4 marca 1909                                                                 | 14 marca 1916     | Partia Demokratyczna                                | 17                                                                                         | Wybrany w 1909 |
| 14    | Benjamin F. Shively  | 18              | 4 marca 1909                                                                 | 14 marca 1916     | Partia Demokratyczna                                | Reelekcja w 1914 Zmarł w trakcie sprawowania urzędu w 1916                                 | |
| Wakat | Wakat                | Wakat           | 14 marca 1916                                                                | 20 marca 1916     |                                                     | 18                                                                                         | |
| 15    | Thomas Taggart       |                 | 20 marca 1916                                                                | 7 listopada 1916  | Partia Demokratyczna                                | 18                                                                                         | Mianowany do kontynuowania kadencji w 1916 Przegrał wybory specjalne o dokończenie kadencji w 1916                      |
| 16    | James Eli Watson     |                 | 7 listopada 1916                                                             | 4 marca 1933      | Partia Republikańska                                | 18                                                                                         | Wybrany do dokończenia kadencji w wyborach specjalnych w 1916                                                           |
| 16    | James Eli Watson     | 19              | 7 listopada 1916                                                             | 4 marca 1933      | Partia Republikańska                                | Wybrany na pełną, 6-letnią kadencję w 1920                                                 | |
| 16    | James Eli Watson     | 20              | 7 listopada 1916                                                             | 4 marca 1933      | Partia Republikańska                                | Reelekcja w 1926 Przegrał wybory w 1932                                                    | |
| 17    | Frederick Van Nuys   |                 | 4 marca 1933                                                                 | 25 stycznia 1944  | Partia Demokratyczna                                | 21                                                                                         | Wybrany w 1932 |
| 17    | Frederick Van Nuys   | 22              | 4 marca 1933                                                                 | 25 stycznia 1944  | Partia Demokratyczna                                | Reelekcja w 1938 Zmarł w trakcie sprawowania urzędu w 1944                                 | |
| Wakat | Wakat                | Wakat           | 25 stycznia 1944                                                             | 28 stycznia 1944  |                                                     | 22                                                                                         | |
| 18    | Samuel D. Jackson    |                 | 28 stycznia 1944                                                             | 13 listopada 1944 | Partia Demokratyczna                                | 22                                                                                         | Mianowany do kontynuowania kadencji w 1944 Zrezygnował po wyborze następcy                                              |
| 19    | William E. Jenner    |                 | 13 listopada 1944                                                            | 3 stycznia 1945   | Partia Republikańska                                | 22                                                                                         | Wybrany do dokończenia kadencji w wyborach specjalnych w 1944 Nie starał się o wybór na pełną, 6-letnią kadencję w 1944 |
| 20    | Homer E. Capehart    |                 | 3 stycznia 1945                                                              | 3 stycznia 1963   | Partia Republikańska                                | 23                                                                                         | Wybrany w 1944 |
| 20    | Homer E. Capehart    | 24              | 3 stycznia 1945                                                              | 3 stycznia 1963   | Partia Republikańska                                | Reelekcja w 1950                                                                           | |
| 20    | Homer E. Capehart    | 25              | 3 stycznia 1945                                                              | 3 stycznia 1963   | Partia Republikańska                                | Reelekcja w 1956 Przegrał wybory w 1962                                                    | |
| 21    | Birch Bayh           |                 | 3 stycznia 1963                                                              | 3 stycznia 1981   | Partia Demokratyczna                                | 26                                                                                         | Wybrany w 1962 |
| 21    | Birch Bayh           | 27              | 3 stycznia 1963                                                              | 3 stycznia 1981   | Partia Demokratyczna                                | Reelekcja w 1968                                                                           | |
| 21    | Birch Bayh           | 28              | 3 stycznia 1963                                                              | 3 stycznia 1981   | Partia Demokratyczna                                | Reelekcja w 1974 Przegrał wybory w 1980                                                    | |
| 22    | Dan Quayle           |                 | 3 stycznia 1981                                                              | 3 stycznia 1989   | Partia Republikańska                                | 29                                                                                         | Wybrany w 1980 |
| 22    | Dan Quayle           | 30              | 3 stycznia 1981                                                              | 3 stycznia 1989   | Partia Republikańska                                | Reelekcja w 1986 Zrezygnował w trakcie trwania kadencji, by objąć urząd wiceprezydenta USA | |
| 23    | Dan Coats            | 30              |                                                                              | 3 stycznia 1989   | 3 stycznia 1999                                     | Partia Republikańska                                                                       | Mianowany do kontynuowania kadencji Wybrany do dokończenia kadencji w wyborach specjalnych w 1990                       |
| 23    | Dan Coats            | 31              | Wybrany na pełną, 6-letnią kadencję w 1992 Nie starał się o reelekcję w 1998 | 3 stycznia 1989   | 3 stycznia 1999                                     | Partia Republikańska                                                                       | |
| 24    | Evan Bayh            |                 | 3 stycznia 1999                                                              | 3 stycznia 2011   | Partia Demokratyczna                                | 32                                                                                         | Wybrany w 1998 |
| 24    | Evan Bayh            | 33              | 3 stycznia 1999                                                              | 3 stycznia 2011   | Partia Demokratyczna                                | Reelekcja w 2004 Nie starał się o reelekcję w 2010                                         | |
| 25    | Dan Coats            |                 | 3 stycznia 2011                                                              | 3 stycznia 2017   | Partia Republikańska                                | 34                                                                                         | Wybrany w 2010 Nie starał się o reelekcję w 2016                                                                        |
| 26    | Todd Young           |                 | 3 stycznia 2017                                                              | nadal             | Partia Republikańska                                | 35                                                                                         | Wybrany w 2016 |
| 26    | Todd Young           | 36              | 3 stycznia 2017                                                              | nadal             | Partia Republikańska                                | Reelekcja w 2022                                                                           | |